# Lelisa Desisa
Lelisa Desisa Benti (Oromia, 14 gennaio 1990) è un maratoneta etiope.

## Palmarès
| Anno | Manifestazione             | Sede    | Evento         | Risultato | Prestazione | Note                                     |
| ---- | -------------------------- | ------- | -------------- | --------- | ----------- | ---------------------------------------- |
| 2010 | Mondiali di mezza maratona | Nanning | Individuale    | 7º        | 1h01'28"    |                                          |
| 2010 | Mondiali di mezza maratona | Nanning | A squadre      | Bronzo    | 3h05'26"    |                                          |
| 2011 | Giochi panafricani         | Maputo  | Mezza maratona | Oro       | 1h04'31"    |                                          |
| 2013 | Mondiali                   | Mosca   | Maratona       | Argento   | 2h10'12"    |                                          |
| 2015 | Mondiali                   | Pechino | Maratona       | 7º        | 2h14'54"    |                                          |
| 2019 | Mondiali                   | Doha    | Maratona       | Oro       | 2h10'40"    | Miglior prestazione personale stagionale |
| 2021 | Giochi olimpici            | Tokyo   | Maratona       | dnf       | dnf         |                                          |
| 2022 | Mondiali                   | Eugene  | Maratona       | dnf       | dnf         |                                          |

## Altre competizioni internazionali
2009
- Bronzo alla Tout Rennes Court ( Rennes) - 29'02"
- Oro alla Courses Pédestres d'Arras ( Arras) - 29'24"
- 4º al Cross de l'Acier ( Leffrinckoucke) - 28'17"
- Oro al Créteil Cross ( Créteil) - 25'51"

2010
- Argento alla New Delhi Half Marathon ( Nuova Delhi) - 59'39"
- Argento alla Mezza maratona di Parigi ( Parigi) - 1h01'28"
- Bronzo alla Abu Dhabi Zayed International Half-Marathon ( Abu Dhabi) - 59'59"
- Argento alla Washington Cherry Blossom 10 Mile ( Washington), 10 miglia - 45'44"
- Oro alla Utica Boilermaker ( Utica), 15 km - 42'46"
- Bronzo alla Atlanta Peachtree Road Race ( Atlanta) - 27'58"
- Oro alla Ottawa 10 km ( Ottawa) - 28'08"
- 6º alla Crescent City Classic ( New Orleans) - 28'41"
- Oro al Boulder International Challenge ( Boulder) - 29'17"

2011
- Oro alla New Delhi Half Marathon ( Nuova Delhi) - 59'30"
- Oro alla City-Pier-City Half Marathon ( L'Aia) - 59'37"
- Oro alla Washington Cherry Blossom 10 Mile ( Washington), 10 miglia - 45'36"
- 9º alla Corrida de Săo Silvestre ( Luanda) - 28'48"
- 4º alla New York Healthy Kidney 10K ( New York) - 28'19"
- Oro alla Charleston Cooper River Bridge Run ( Charleston) - 28'59"
- Bronzo alla San Juan World's Best 10K ( San Juan) - 28'02"

2012
- 7º alla New Delhi Half Marathon ( Nuova Delhi) - 1h02'50"

2013
- Oro alla Maratona di Boston ( Boston) - 2h10'22"
- Oro alla Dubai Standard Chartered Marathon ( Dubai) - 2h04'45"
- Oro alla Boston B.A.A. Half Marathon ( Boston) - 1h00'34"
- Argento alla Boston B.A.A. 10K ( Boston) - 28'15"

2014
- Argento alla Maratona di New York ( New York) - 2h11'06"
- Oro alla Boston B.A.A. Half Marathon ( Boston) - 1h01'38"
- Oro alla Ras Al Khaimah International Half Marathon ( Ras al-Khaima) - 59'36"

2015
- Oro alla Maratona di Boston ( Boston) - 2h09'17"
- Bronzo alla Maratona di New York ( New York) - 2h12'10"
- Argento alla Dubai Standard Chartered Marathon ( Dubai) - 2h05'52"

2016
- Argento alla Maratona di Boston ( Boston) - 2h13'32"
- Oro alla Houston Half Marathon ( Houston) - 1h00'37"

2017
- Bronzo alla Maratona di New York ( New York) - 2h11'32"

2018
- Oro alla Maratona di New York ( New York) - 2h05'52"
- 7º alla Mezza maratona di Copenaghen ( Copenaghen) - 59'52"
- 10º alla Ras Al Khaimah International Half Marathon ( Ras al-Khaima) - 1h00'28"
- 4º al Boulder International Challenge ( Boulder) - 28'54"

2019
- Argento alla Maratona di Boston ( Boston) - 2h07'59"
- 13º alla Ras Al Khaimah International Half Marathon ( Ras al-Khaima) - 1h00'36"

2020
- 35º alla Maratona di Valencia ( Valencia) - 2h10'44"